# Clorocruorina
La clorocruorina és una hemoproteïna portadora de l'oxigen de molts anèl·lids, i destaca perquè té un aspecte verd quan està desoxigenada (en contrast amb el vermell fosc de l'hemoglobina), tot i que és d'un vermell clar quan està oxigenada. La seva estructura és molt similar a la de l'eritrocruorina (que també és molt similar a múltiples subunitats de la mioglobina, i conté moltes subunitats semblants a la mioglobina de 16-17kDa arranjades en un complex gegant de més de cent subunitats amb proteïnes entrellaçades, amb un pes total de més de 3.600kDa. Degut a la seva estructura de macromolècula gegant, la clorocruorina flota lliurement a la sang. L'única diferència significativa entre la clorocruorina i l'eritrocruorina és que la primera té una estructura dels grups hemo anormal.